# Кубок Шотландії з футболу 1912—1913
Кубок Шотландії з футболу 1912–1913 — 40-й розіграш кубкового футбольного турніру у Шотландії. Титул вперше здобув Фолкерк.

## Перший раунд
| Команда 1                    | Рахунок | Команда 2                |
| ---------------------------- | ------- | ------------------------ |
| 25 січня 1913                |         |                          |
| Гамільтон Академікал (1)     | 0:0     | Сент-Бернардс (2)        |
| Кілмарнок (1)                | 3:0     | Нітсдейл Вондерерс (-)   |
| 1 лютого 1913 (перегравання) |         |                          |
| Сент-Бернардс (2)            | 0:3     | Гамільтон Академікал (1) |

## Другий раунд
| Команда 1                     | Рахунок | Команда 2                |
| ----------------------------- | ------- | ------------------------ |
| 8 лютого 1913                 |         |                          |
| Абердин Юніверсіті (-)        | 0:3     | Піблс Роверз (-)         |
| Ейр Юнайтед (2)               | 0:2     | Ейрдріоніанс (1)         |
| Броксберн Юнайтед (-)         | 0:5     | Рейт Роверз (1)          |
| Селтік (1)                    | 4:0     | Арброт (-)               |
| Клайд (1)                     | 0:0     | Іст Стерлінгшир (2)      |
| Дамбартон (2)                 | 2:1     | Абердин (1)              |
| Данді (1)                     | 5:0     | Торнгілл (-)             |
| Гамільтон Академікал (1)      | 1:1     | Рейнджерс (1)            |
| Гарт оф Мідлотіан (1)         | 3:1     | Данфермлін Атлетік (2)   |
| Кілмарнок (1)                 | 5:1     | Аберкорн (2)             |
| Грінок Мортон (1)             | 2:2     | Фолкерк (1)              |
| Мотервелл (1)                 | 1:1     | Гіберніан (1)            |
| Партік Тісл (1)               | 4:1     | Інвернесс Каледоніан (-) |
| Квінз Парк (1)                | 4:2     | Данді Гіберніан (2)      |
| Сент-Джонстон (2)             | 3:0     | Іст Файф (-)             |
| Сент-Міррен (1)               | 0:0     | Терд Ланарк (1)          |
| 15 лютого 1913 (перегравання) |         |                          |
| Іст Стерлінгшир (2)           | 1:1     | Клайд (1)                |
| Рейнджерс (1)                 | 2:0     | Гамільтон Академікал (1) |
| Фолкерк (1)                   | 3:1     | Грінок Мортон (1)        |
| Гіберніан (1)                 | 0:0     | Мотервелл (1)            |
| Терд Ланарк (1)               | 0:2     | Сент-Міррен (1)          |
| 18 лютого 1913 (перегравання) |         |                          |
| Клайд (1)                     | 1:0     | Іст Стерлінгшир (2)      |
| 19 лютого 1913 (перегравання) |         |                          |
| Гіберніан (1)                 | 2:1     | Мотервелл (1)            |

## Третій раунд
| Команда 1                     | Рахунок | Команда 2             |
| ----------------------------- | ------- | --------------------- |
| 22 лютого 1913                |         |                       |
| Клайд (1)                     | 1:0     | Квінз Парк (1)        |
| Дамбартон (2)                 | 1:0     | Сент-Джонстон (2)     |
| Кілмарнок (1)                 | 0:2     | Гарт оф Мідлотіан (1) |
| Партік Тісл (1)               | 0:1     | Данді (1)             |
| Піблс Роверз (-)              | 0:3     | Селтік (1)            |
| Рейт Роверз (1)               | 2:2     | Гіберніан (1)         |
| Рейнджерс (1)                 | 1:3     | Фолкерк (1)           |
| Сент-Міррен (1)               | 1:0     | Ейрдріоніанс (1)      |
| 1 березня 1913 (перегравання) |         |                       |
| Гіберніан (1)                 | 0:1     | Рейт Роверз (1)       |

## Чвертьфінали
| Команда 1                      | Рахунок | Команда 2             |
| ------------------------------ | ------- | --------------------- |
| 8 березня 1913                 |         |                       |
| Селтік (1)                     | 0:1     | Гарт оф Мідлотіан (1) |
| Данді (1)                      | 0:0     | Клайд (1)             |
| Фолкерк (1)                    | 1:0     | Дамбартон (2)         |
| Рейт Роверз (1)                | 2:1     | Сент-Міррен (1)       |
| 15 березня 1913 (перегравання) |         |                       |
| Клайд (1)                      | 1:1     | Данді (1)             |
| 19 березня 1913 (перегравання) |         |                       |
| Клайд (1)                      | 2:1     | Данді (1)             |

## Півфінали
| Команда 1                    | Рахунок | Команда 2             |
| ---------------------------- | ------- | --------------------- |
| 29 березня 1913              |         |                       |
| Фолкерк (1)                  | 1:0     | Гарт оф Мідлотіан (1) |
| Рейт Роверз (1)              | 1:1     | Клайд (1)             |
| 5 квітня 1913 (перегравання) |         |                       |
| Рейт Роверз (1)              | 1:0     | Клайд (1)             |

## Фінал
| 12 квітня 1913 15:00 (CET) |

| Фолкерк (1)     | 2:0 | Рейт Роверз (1) |
| --------------- | --- | --------------- |
| Робертсон Логан |     |                 |

| Селтік Парк, Глазго |